# Crocidura turba
Crocidura turba is een zoogdier uit de familie van de spitsmuizen (Soricidae). De wetenschappelijke naam van de soort werd voor het eerst geldig gepubliceerd door Dollman in 1910.

## Voorkomen
De soort komt voor in Angola, Zambia, Congo-Kinshasa, Malawi, Tanzania, Kenia, Oeganda en Kameroen.